# Прохибиција у Сједињеним Америчким Државама
Прохибиција у Сједињеним Државама (1920—1933) представља период у коме је Устав САД забрањивао производњу, транспорт и продају алкохолних пића.
Продаја, производња или транспорт алкохола (укључујући увоз и извоз) намењеног производњи алкохолних пића је била забрањена Осамнаестим амандманом Устава САД. Мада конзумирање и поседовање алкохола нису били забрањени Уставом, њих је забрањивао Волстедов акт.

## Почеци
У колонијалној Америци, неформалне друштвене контроле у кући и заједници су помагале у очувању схватања да је злоупотреба алкохола неприхватљива. Постојао је јасан консензус да иако је алкохол дар од бога, његова злоупотреба потиче од ђавола. Пијанчење је осуђивано и кажњавано, али само као злоупотреба божјег дара. Само пиће није сматрано лошим, као што ни храна није сматрана лошом иако постоји преждеравање. Када неформалне контроле нису биле довољне, увек су постојале законске.
Мада су се кршења јављала, генерална трезвеност колониста је указивала на ефикасност њиховог система неформалне и формалне контроле у друштву које је конзумирало око 13 литара чистог алкохола годишње по глави становника. Ова количина је значајно већа од данашње количине.
Познати лекар с краја 18. века, Бенџамин Раш, тврдио је да је прекомерна употреба алкохола штетна за физичко и психолошко здравље (он је веровао у умерено конзумирање, а не у забрану), и вероватно под утицајем његових (тада познатих) ставова, око 200 фармера из Конектиката је основало удружење за умереност 1789. године. Слична удружења су основана у Вирџинији (1800) и у Њујорку (1808). Током наредне деценије, друге овакве организације су основане у осам држава.

## 19. век
Прохибиција или суви покрет је настао током 1840-их, предвођен пијетистичким религијским деноминацијама, посебно методистима.
Током 1830-их, већина организација за умереност је почела да износи став да је једини начин да се спречи пијанство да се елиминише конзумирање алкохола. Друштво за умереност је постало друштво за апстиненцију. Међународна организација божијих темплара, Синови темплара, Темплари части и умерености, Антисалунска лига, Национална партија за прохибицију и друге групе су основане, и брзо су расле. Како је време протицало, удружења за умереност су постајала све екстремнија у својим тежњама.
Иако је покрет почео са циљем да се промовише умереност у конзумирању алкохола, његове тежње су еволуирале у инсистирање да нико не сме да пије алкохол у било којим количинама. Покрет се за своје циљеве борио религиозном жестином, на сав глас.
Прохибиција (забрана) алкохола законом је постала важно питање у свакој политичкој кампањи од савезног и државног нивоа, па све до избора за школске одборе. У промовисању онога шта су многи прохибиционисти видели као своју религиозну дужност, усавршена је политика притисака. Жене у покрету су чак користиле своју децу да марширају, певају, и на друге начине врше притисак на гласачким местима. Обучена у бело, са америчким заставицама у рукама, деца би чекала на знак да почну да апелују на мокре (оне који су били против прохибиције), кад би ови прилазили гласачким местима.
Покрет за забрану алкохола је постигао одређене успехе током 1850-их. Међу овим успесима је потпуна забрана производње и продаје алкохолних пића у Мејну, усвојена 1851. године. Међутим, покрет је убрзо изгубио на снази. Поново је оживео 1880-их, са Женским хришћанским савезом за умереност и Партијом за прохибицију.
Грађански рат у Америци је прекинуо покрет за умереност, јер је скренуо пажњу Американаца са овог питања, али након рата, 1873, је основан Женски хришћански савез за умереност. Ова организација се није залагала за умереност у конзумирању алкохола, већ за његову потпуну забрану. Као један од метода за постизање овог циља је коришћено образовање. У организацији су веровали да се васпитањем деце могу створити повољни услови који би довели до прохибиције.
Године 1881, Канзас је постао прва држава која је законом забранила алкохолна пића својим државним уставом, а Кери Нејшн је постала чувена спровођењем ове забране тако што је лично улазила у салуне, вређала муштерије, и својом секиром уништавала флаше пића. Други активисти су чешће прибегавали улажењу у салуне, певању, молитвама, и терањем власника салуна да престану да продају алкохол. Многе друге државе, посебно на америчком југу, су такође озакониле забрану алкохола, као и многи појединачни окрузи. Покрет је добијао на политичкој снази, а у прилог му је ишло и антинемачко расположење услед Првог светског рата. Антисалунска лига је, помоћу интензивног лобирања, прогурала усвајање уставног амандмана у Конгресу САД. Овај амандман је ступио на снагу 1920.
Прохибиција је била важан фактор у државној и локалној политици од 1840-их до 1930-их. Политичке снаге које су биле умешане у овај покрет су, судећи по многим историјским студијама биле етнорелигијског карактера. Прохибицију су захтевали суви — углавном пијетистичке протестантске деноминације, међу којима су се истицали методисти, северни баптисти, јужни баптисти, презбитеријанци, конгрегационалисти, квекери и скандинавски лутеранци. Њима су се противили мокри — првенствено литургијски протестанти (епископалци, немачки лутеранци), и римокатолици, који су одбацивали идеју да влада треба да одређује шта је морално.  Чак и у упоришту мокрих, Њујорку, постојао је активан покрет за прохибицију, који су предводиле норвешке црквене групе и афроамерички раднички активисти који су веровали да би прохибиција била од користи радницима, а посебно Афроамериканцима. Трговци чајем, и произвођачи сокова су такође подржавали прохибицију, сматрајући да би забрана алкохола повећала продају њихових производа.

## Државна прохибиција
Прохибиција на државном нивоу је озакоњена Осамнаестим амандманом на Устав Сједињених Држава (ратификованим 29. јануара 1919) и Волстедовим актом (донетим 28. октобра 1919). Прохибиција је отпочела 16. јануара 1920. када је Осамнаести амандман ступио на снагу. Федерални агенти за прохибицију (полиција) су добили задужење да спроводе закон. У 65. сазиву парламента, 1917, суве демократе су биле бројније од мокрих (140 према 64), а суви републиканци су били бројнији од мокрих републиканаца (138 према 62). На председничким изборима 1916, и демократски кандидат, Вудро Вилсон и републикански кандидат Чарлс Еванс Хјуз су игнорисали питање прохибиције, а исти случај је био и са политичким платформама обе партије. И демократе и републиканци су имали јаке фракције и мокрих и сувих, а очекивало се да ће избори бити тесни, па ниједан кандидат није желео да изгуби било који део бирачког тела.
Иако је била врло контроверзна, прохибицију су подржавале међусобно веома различите групе. Прогресивци су веровали да ће побољшати друштво, Кју-клукс-клан је чврсто подржавао њено строго спровођење, а велику подршку су давале и жене, јужњаци, становници руралних области, као и Афроамериканци.
Производња, продаја и транспорт алкохола је био забрањен у САД, али није био забрањен у околним земљама. Дестилерије и пиваре у Канади, Мексику, и на Карибима су цветале, јер су њихове производе конзумирали Американци који би долазили у посету, а био је раширен и илегални увоз у САД.
Чикаго је постао познат по непоштовању прохибиције. Многи од чувених чикашких гангстера, укључујући Ал Капонеа и његовог непријатеља Багзија Морана, зарадили су милионе долара илегалном продајом алкохола. Бројни други злочини, укључујући крађе и убиства, су били директно повезани са антипрохибиционим покретом у Чикагу.

## Крај прохибиције
Прохибиција је постајала све непопуларнија, посебно у великим градовима, и жељно се очекивало њено укидање. Дана 23. марта 1933. председник САД Френклин Рузвелт потписао је амандман на Волстедов акт, познат као Кален-Харисонов закон, који је дозвољавао производњу и продају 3,2 пива (3,2 процената алкохола по тежини, што износи приближно 4% запремине) и лаких вина. Осамнаести амандман је опозван ратификацијом 21. амандманом, 5. децембра 1933.
Двадесет први амандман изричито даје државама право да забране куповину или продају алкохола; ово је довело до бројних закона па се дешавало да је продаја алкохола била дозвољена у неким али не свим градовима или окрузима неке државе. Након опозива прохибиције на савезном нивоу, неке државе су наставиле да спроводе своје прохибиционе законе. Мисисипи, који је забранио алкохол 1907, је био последња држава која је укинула прохибицију, тек 1966. Постоје бројни суви градови и окрузи, где се не продаје алкохол, иако се алкохолна пића могу унети за личну употребу.
Многи социјални проблеми се приписују ери прохибиције. Профитабилно, сиво тржиште алкохола је цветало, а насиље је било раширено. Јављало се рекетирање, а јака алкохолна пића су добила на популарности, јер их је због снаге било профитабилније кријумчарити. Цена спровођења прохибиције је била висока, а недостатак пореских прихода на име продаје алкохола (неких 500 милиона долара годишње на савезном нивоу) је погађао државну касу. Када је прохибиција укинута 1933, организовани криминал је изгубио скоро целокупан профит од илегалне трговине алкохолом у већини држава (државе су имале право да доносе своје законе о забрани точења алкохола), услед конкуренције са јефтинијим, легалним продавцима алкохола.
Прохибиција је оставила великог трага у пивничкој индустрији САД. По окончању прохибиције, само половина пивара је поново отворена. У пост-прохибиционом периоду је почела да се продаје врста пива позната као Амерички лагер. Ова врста пива је данас доминантна у САД. Историчари вина такође примећују да је прохибиција уништила индустрију вина у Сједињеним Државама. Индустријско знање је изгубљено, јер су многи винари или емигрирали у друге земље, или престали да се баве вином.